# Paralastor bicarinatus
Paralastor bicarinatus är en stekelart som beskrevs av Perkins 1914. Paralastor bicarinatus ingår i släktet Paralastor och familjen Eumenidae. Inga underarter finns listade i Catalogue of Life.